# Гамбург, Дэвид
Дэ́вид (Дави́д) Га́мбург (англ. David Gamburg; род. 6 августа 1950, Рига, Латвийская ССР, СССР) — американский и российский телевизионный продюсер, актёр, режиссёр, сценарист.
В России известен, главным образом, как продюсер и автор многосерийных документальных фильмов на криминальную тематику: «Криминальная Россия» (1995—2014), «Следствие вели… с Леонидом Каневским» (с 2006) и «По следу монстра» (2020—2022).

## Биография
Дэвид Гамбург родился 6 августа 1950 года в латвийской Риге. Позже переехал в Ленинград, в 1972 году окончил театральное отделение государственного института культуры им. Крупской по специальности «режиссёр». Во время службы в Прибалтийском военном округе занимался художественной самодеятельностью, писал музыку и тексты песен для ансамбля Sprīdītis.
После окончания обучения перешёл в Рижский политехнический институт, где руководил студенческой театральной студией «Монолог». Также ставил спектакли в различных театрах.
В конце 1970-х годов вместе с семьёй эмигрировал в США.
В 1983 году во время съёмок фильма «Москва на Гудзоне» подружился с Робином Уильямсом, которого изначально учил русскому языку, затем стал его консультантом по актёрскому мастерству. Далее, в 1986 году, работал над кинообразами героев Дольфа Лундгрена в фильмах «Предельно активный» и «Повелители вселенной».
В 1987 году основал фирму Media & Entertainment Productions, её первый проект — фильм «Тем временем в Санта-Монике», снятый Гамбургом на средства, собранные Робином Уильямсом.
Далее сотрудничал с иностранным телевидением. В рамках учреждённой вместе с бизнесменом Юрием Спильным компании Spilny/Gamburg Productions снимал документальные фильмы и передачи (среди них эпизод шоу «COPS» — «Cops in Russia» (1989), фильм «Inside the KGB» (1993) и так далее). Принимал участие в организации съёмок нескольких эпизодов фильма «Барака».
В 1994 году вернулся в Россию, стал жить в Москве и основал кинокомпанию «Версия». Совместно с каналом НТВ снимал документальные телесериалы «XX век: Русские тайны» (1996—1997) и «Криминальная Россия: Современные хроники» (1995—2002). Цикл фильмов «Криминальная Россия» окажется настолько популярным, что его показ продолжится сначала на телеканале ТВС (в период 2002—2003 годов), а затем и на «Первом канале» (в период 2003—2007 годов).
В 1997—1998 годах на НТВ шло телешоу «Перехват», созданное Дэвидом Гамбургом по собственной идее. Просуществовав год, проект был заморожен из-за финансового кризиса 1998 года.
Принимал участие в создании проектов «Суд идёт» и «Форс-мажор» с Николаем Фоменко («Первый канал»).
В 2000-е годы начал продюсировать программы о ремонте. Среди них — «Большой ремонт» (ТВС), «Школа ремонта» и «Две блондинки против грязи» (ТНТ). Продюсер цикла передач «Следствие вели... с Леонидом Каневским» на телеканале НТВ.
Автор идеи телесериала «Ленинград», вышедшего на телеэкраны в феврале 2007 года.

## Семья
От первого брака у Дэвида родился сын.
Вторая жена — Эрика Владимировна Галимурза (р. 1963), выпускница киноведческого факультета ВГИКа (1987), координатор проекта «Inside the KGB», с 1996 года — генеральный директор киностудии «Версия».
Есть дочь Елизавета Гамбург (р. 22 декабря 1989), журналист. В 2010 году окончила Голдсмитский колледж в Лондоне. Работала редактором в передаче «Школа ремонта» на ТНТ. Снималась в телесериале «Петрович» (2012). В 2018 году — ведущая реалити-шоу «Трудно быть боссом» на НТВ. С февраля 2020 года — заместитель генерального директора Росгосцирка по творчеству и зарубежному сотрудничеству.

## Фильмография

### Продюсер

#### Телепередачи

##### Телепередачи о криминале
- «Криминальная Россия» (затем — «Криминальные хроники», «Криминальная Россия. Развязка») (Россия) (документальный сериал, НТВ, ТВС, Первый канал, ТВ Центр) (1995—2014)
- «Особо опасен» (затем — «Внимание, розыск! с Ириной Волк») (НТВ) (2004—2011)
- «Следствие вели… с Леонидом Каневским» (НТВ) (с 2006)
- «Криминальные истории» (Россия) (документально-игровой сериал, НТВ) (2007, не вышел в эфир)
- «По следу монстра» (НТВ) (2020—2022)

##### Телепередачи о ремонте
- «Большой ремонт» (ТВС) (2003)
- «Школа ремонта» (ТНТ) (2003—2017)
- «Две блондинки против грязи» (ТНТ) (2005)
- «Про декор» (ТНТ, Россия-1) (2012—2014)

##### Другие телепередачи
- «XX век. Русские тайны» (Россия) (документальный сериал, НТВ) (1996—1997)
- «Книжный магазин» (информационно-познавательная передача, НТВ) (1996—1997)[27]
- «Перехват» (экстремальное шоу, НТВ) (1997—1998)
- «Суд идёт» (судебное шоу, НТВ) (2000)[28]
- «Форс-мажор» (передача о катастрофах, Первый канал) (2002—2004)
- «Властелин вкуса» (кулинарное шоу, Первый канал) (2002—2003)
- «Беглец» (экстремальное реалити-шоу, Первый канал) (2003, не вышло в эфир)[29]
- «Кто в доме хозяин?» (передача о поведении домашних животных, НТВ) (2018—2019)

#### Сериалы и фильмы
- «Сталинград» (США, СССР, ГДР, Чехословакия) (фильм) (1989)
- «Чернобыль. Последнее предупреждение» (телефильм) (США, Великобритания, СССР, 1991)
- «Ледниковый период» (Россия) (сериал, Первый канал) (2002)
- «Ленинград» (Россия, Великобритания) (мини-сериал) (2007)[30]
- «Сёмин» (Россия) (сериал, НТВ) (2009)
- «Сёмин. Возмездие» (Россия) (сериал, НТВ) (2011)
- «Петрович» (Россия) (сериал, НТВ) (2012)
- «Час Сыча» (Россия) (мини-сериал, НТВ) (2015)
- «Охота на певицу» (Россия) (сериал, НТВ) (2019)

### Сценарист
- «Петрович» (2012)

### Актёр
- Пугало и миссис Кинг / Scarecrow and Mrs. King[англ.] (1983—1987) (сериал) — Львов (сезон 4, эпизод 4 «No Thanks for the Memory»)
- Команда «А» / The A-Team (1983—1987) (сериал) — русский охранник (сезон 5, эпизод 6 «The Say U.N.C.L.E. Affair»)
- Ледниковый период (2002) (сериал) — Ярек, продавец оружия
- ИЛЬФИПЕТРОВ (2013) — мистер Адамс (озвучка)